# Ella Issaakowna Solomonik
Ella Issaakowna Solomonik (russisch Элла Исааковна Соломоник; * 16. Maijul. / 29. Mai 1917greg. in Jekaterinburg; † 21. September 2005 in Israel) war eine sowjetische Althistorikerin und Hochschullehrerin.

## Leben
Solomonik studierte nach dem Besuch der II. Deutschen Schule 1936–1941 an der Universität Leningrad (LGU) in der Fakultät für Geschichtswissenschaft (IstFak). Sie schrieb ihre Diplomarbeit über Kyros den Jüngeren. Sie schloss das Studium am Tag des Beginns des Deutsch-Sowjetischen Kriegs mit einem Diplom I. Klasse ab. Die IstFak empfahl sie für die Aspirantur, aber wegen der kriegsbedingten Schließung wurde Solomonik in die Udmurtische Autonome Sozialistische Sowjetrepublik geschickt, wo sie als Lehrerin in Sarapul arbeitete. Daneben hielt sie eine Vorlesung über Alte Geschichte in der Filiale des Instituts Ischewsk.
Sofort nach Kriegsende begann Solomonik die Aspirantur an der LGU bei Solomon Jakowlewitsch Lurje (1945–1948). 1948 verteidigte sie mit Erfolg ihre Kandidat-Dissertation über Xenophon, Kyros den Jüngeren und Lysander als Wegbereiter des Hellenismus.
Nach der Aspirantur wurde Solomonik 1948 als wissenschaftliche Mitarbeiterin in die Krim-Filiale der Akademie der Wissenschaften der UdSSR (AN-SSSR) geschickt. Sie erforschte die Hauptstadt Neapolis (bei Simferopol) des Skythen-Staates auf der Krim, an deren Ausgrabung sie beteiligt war.
1956 wurde Solomonik Mitarbeiterin der Krim-Abteilung des Instituts für Archäologie der Akademie der Wissenschaften der USSR (AN-USSR) (bis 1991). Sie gab den ersten Band der Schriften Wassili Wassiljewitsch Latyschews heraus. Die Skythen an der Nordküste des Schwarzen Meeres mit ihren Tamgas (Siegel) blieben einer ihrer Forschungsschwerpunkte. Sie leitete viele Jahre die Ethnographie-Gruppe der Archäologischen Chersones-Expedition. 1968 wurde sie mit ihrer Doktor-Dissertation über die Inschriften in Chersones zur Doktorin der Geschichtswissenschaften promoviert.
Neben ihrer Forschungstätigkeit lehrte Solomonik ab 1952 als Vizeprofessorin an der Universität Simferopol.
Solomonik war Mitglied des Rats der Vereinigten Jüdischen Gemeinde der Krim. 1997 emigrierte Solomonik nach Israel.
Der Kulturfonds der Autonomen Republik Krim stiftete den Ella-Solomonik-Preis für Jüdische Studien.